# Cassoeula
La cassoeula (pronunciado en lombardo /kaˈsøːla/), a veces escrito en italiano como cazzuola o cazzola («paleta»), o bottaggio (probablemente del francés, potage) es un plato típico de invierno popular en el norte de Italia, principalmente en Lombardía. El plato tiene un sabor fuerte y característico, y fue el plato favorito del director Arturo Toscanini. Cierto escritor lo describe como un «plato milanés noble y antiguo», y escribe sobre el «inexpresable placer que proporciona en el alma y el paladar, especialmente en un día invernal».

## Orígenes
Su origen exacto se desconoce, aunque un mito popular lo asocia con la celebración del 17 de enero de San Antonio Abad, que coincidió con el final de la temporada de matanza de cerdos. Las partes del cerdo utilizadas para el plato eran las que estaban listas para el consumo inmediatamente después del sacrificio, mientras que los mejores cortes de carne se colgaban para mejorar el sabor.
Otra leyenda traza sus orígenes al siglo XVI, cuando España gobernaba Milán; narra cómo un oficial del ejército le enseñó la receta a su amante, que cocinaba para una noble familia milanesa, y el plato fue bien recibido y se hizo popular.

### Historia
Más allá de las tradiciones, los historiadores identifican en el recetario de Mestre Robert la primera receta atribuible al plato. Este autor, originario de Nola, y considerado uno de los padres de la gastronomía española, estuvo al servicio de la corte aragonesa de Nápoles durante el siglo XV. En su obra más importante, el Llibre de Coch, nos ofrece una receta de cassola de carn con muchas similitudes a la actual cassoeula. En el siglo XIX, encontramos en la obra Il cuoco senza pretese («El cocinero sin pretensiones») de Como Odescalchi (1826), «Una cazzoletta bien hecha también es una buena comida».

## Ingredientes
La carne utilizada en el plato incluye principalmente carne de cerdo (generalmente las partes menos valiosas como costillas, corteza, cabeza, manitas, orejas, hocico y cola), salchicha Verzino y, a veces, otras carnes como pollo y ganso. Estos se cuecen en una cazuela (de ahí su nombre) con ingredientes como cebolla, zanahoria, apio y pimienta negra durante aproximadamente dos horas y media, después de lo cual se agrega el repollo y la cocción continúa durante media hora más.
Por lo general, la cassoeula se sirve con polenta y/o un vino tinto fuerte. Es tradición que este platillo se coma a partir de la primera helada de la temporada, para que el repollo quede más suave y sabroso.

## Variantes
Existen muchas variantes de este plato en todo el territorio, pero todas comparten el uso del repollo. Por ejemplo, en la provincia de Como se usa la cabeza, pero no las manitas; en la provincia de Pavía solo se utilizan las costillas; y en la provincia de Novara se añade carne de ganso.
- En la tradición de Como no se agregan pies y verduras picadas, pero se agrega vino blanco y cabeza.
- En la comarca de Brianza la cassoeula es más seca que la variante milanesa, más espesa, además se usan verzini o cotechini (salames), manos y rabo, y las verduras se pican en trozos pequeños.
- En la zona de Bérgamo el plato es bastante seco y se prepara con col rizada, col común y costillas de cerdo.
- En la zona de Novara, uno de los ingredientes es la carne de ganso.
- En la zona de Pavía solo se utilizan las costillas y el plato se llama ragò. También existe una versión tradicional a base de ganso.
- Entre los milaneses también se utilizan las orejas y el hocico del cerdo.
- También en la zona de Milán se prepara el bottaggio que se diferencia en el uso de carne de pollo en lugar de cerdo.
- En Varesotto también se agregan los verzini (pequeños embutidos hechos con mezcla de salchicha).
- En el Trentino, alternando con chucrut, también se preparan capùsi gràsi en el período invernal, o repollo picado grueso y se cuece con varias partes como piernas, panceta, luganega fresca o cotechino.